# Courcelles-sur-Vesle

Courcelles-sur-Vesle este o comună în departamentul Aisne din nordul Franței. În 1 ianuarie 2022 avea o populație de 348 de locuitori.